# Neogastropoda
Neogastropoda zijn een orde binnen de Gastropoda en vallen daarbinnen weer onder de clades Caenogastropoda en Hypsogastropoda. De huidige indeling is gebaseerd op die van Bouchet & Rocroi uit 2005 en eventuele wijzigingen daarop. In tegenstelling tot eerdere slakken, zijn deze carnivoren.

## Taxonomie
De volgende taxa worden bij de orde ingedeeld:
- Familie Babyloniidae Kuroda, Habe & Oyama, 1971
- Familie Cystiscidae Stimpson, 1865
- Familie Harpidae Bronn, 1849
- † Familie Johnwyattiidae Serna, 1979
- Familie Marginellidae J. Fleming, 1828
- † Familie Perissityidae Popenoe & Saul, 1987
- † Familie Pseudotritoniidae Golikov & Starobogatov, 1987
- † Familie Purpurinidae Zittel, 1895
- † Familie Speightiidae Powell, 1942
- Familie Strepsiduridae Cossmann, 1901
- † Familie Taiomidae Finlay & Marwick, 1937
- Superfamilie Buccinoidea Rafinesque, 1815
- Superfamilie Conoidea J. Fleming, 1822
- Superfamilie Mitroidea Swainson, 1831
- Superfamilie Muricoidea Rafinesque, 1815
- Superfamilie Olivoidea Latreille, 1825
- † Superfamilie Pholidotomoidea Cossmann, 1896
- Superfamilie Turbinelloidea Rafinesque, 1815
- Superfamilie Volutoidea Rafinesque, 1815

### Synoniemen
- Maturifusidae Gründel, 2001 † => Pseudotritoniidae Golikov & Starobogatov, 1987 †
- Melapiidae Kantor, 1991 => Strepsiduridae Cossmann, 1901
- Cancellarioidea Forbes & Hanley, 1851 => Volutoidea Rafinesque, 1815
- Muricacea => Muricoidea Rafinesque, 1815
- Pseudolivoidea de Gregorio, 1880 => Olivoidea Latreille, 1825
- Sarganoidea Stephenson, 1923 † => Pholidotomoidea Cossmann, 1896 †
- Toxoglossa Troschel, 1848 => Conoidea J. Fleming, 1822
- Volutoidea => Muricoidea Rafinesque, 1815